# Exile on Mainstream
Exile on Mainstream es el cuarto álbum del grupo Matchbox Twenty, es de carácter recopilatorio e incluye seis nuevas canciones y once grandes éxitos de discos anteriores. Su lanzamiento fue el 2 de octubre de 2007 lo cual sobrepasa por un día el lanzamiento de su álbum debut You or Someone Like You once años atrás, el 1 de octubre de 1996. El título de este nuevo álbum hace referencia al disco de los Rolling Stones Exile on Main St..
Rob Thomas, cantante principal del grupo, informó que Paul Doucette, en un principio, el baterista de la banda, pasaría a tocar la guitarra rítmica luego de que Adam Gaynor se retirara de la agrupación.
El álbum estuvo en pre-orden el 4 de septiembre de 2007 desde iTunes. Sin embargo todas las canciones fueron publicadas una semana antes de lo esperado por el canal VH1 durante el programa "The Leak" (La Fuga en español) y estuvieron disponibles en Internet a tan solo cuatro días del lanzamiento oficial.
El primer sencillo o sencillo, "How far we've come" fue lanzado oficialmente el 16 de julio de 2007, alcanzando la cima en el top 10 de Australia y en el top 20 en Estados Unidos. Su segundo sencillo titulado "These Hard Times", según Paul Doucette quién a mediados de octubre anunció que sería lanzado a principios de 2008. Las descargas en iTunes han sido altas, y ha ocupado el puesto N°92 en el top 100 Pop de Billboard además recibe muy buen sintonía en el Top 40 Adulto. En Australia por otra parte, el segundo sencillo fue "All Your Reasons" en vez de "These Hard Times".
A principios de diciembre de 2007 el álbum ha vendido 463.000 copias.
Para la "edición especial" de este álbum, Matchbox Twenty, integró las 17 canciones de los Cd en un USB con forma de brazalete y que solo puede comprarse en las tiendas de BestBuy.

## Lista de canciones

### Disco 1
| Exile on Mainstream – Disc one |                                   |          |  |
| N.º                            | Título                            | Duración |  |
| 1.                             | «How Far We've Come»              | 3:31     |  |
| 2.                             | «I'll Believe You When»           | 3:16     |  |
| 3.                             | «All Your Reasons»                | 2:40     |  |
| 4.                             | «These Hard Times»                | 3:48     |  |
| 5.                             | «If I Fall»                       | 2:48     |  |
| 6.                             | «Can't Let You Go»                | 3:28     |  |
| 7.                             | «Come Dancing» (iTunes pre-order) | 3:38     |  |

### Disco 2
1. "Long Day" - 3:45
2. "Push" - 3:57
3. "3 A.M." - 3:44
4. "Real World" - 3:50
5. "Back 2 Good" - 5:37
6. "Bent" - 4:17
7. "If You're Gone" - 4:34
8. "Mad Season" - 5:07
9. "Disease" - 3:38
10. "Unwell" - 3:57
11. "Bright Lights" - 4:01

## Listas
| Listas (2007)                        | Posición |
| ------------------------------------ | -------- |
| Listas musicales de Australia (ARIA) | 1        |
| Lista de Álbumes en Austria          | 54       |
| Lista de Álbumes en Países Bajos     | 98       |
| Lista de Álbumes en Alemania         | 28       |
| Lista de Álbumes en Irlanda          | 9        |
| Lista de Álbumes en Nueva Zelanda    | 2        |
| Lista de Álbumes en Suiza            | 46       |
| Lista de Álbumes del Reino Unido     | 53       |
| Estados Unidos Billboard 200         | 3        |